# Haasrode
Haasrode est une section de la commune belge d'Oud-Heverlee située en Région flamande dans la province du Brabant flamand. Depuis 1928 quand le village fut scindé de la commune de Bierbeek, Haasrode était une commune à part entière jusqu'à la fusion des communes de 1977.

## Évolution démographique
- Sources : INS, Rem. : 1831 jusqu'en 1970 = recensements, 1976 = nombre d'habitants au 31 décembre.

## Activités sportives
- VC Haasrode Leuven
- Volley Haasrode Leuven (volley-ball féminin)